# ワンド オブ フォーチュン
『ワンド オブ フォーチュン』は、アイディアファクトリー（オトメイト）より発売されている恋愛アドベンチャーゲーム。魔法学園を舞台にした乙女ゲーム作品である。開発はデザインファクトリー。ディレクターは、いわた志信（デザインファクトリー）、キャラクターデザイン・原画・彩色は薄葉カゲロー。

## 沿革
- 2009年6月25日 - PlayStation 2用ソフト『ワンド オブ フォーチュン』が発売。
- 2010年2月25日 - 『ワンド オブ フォーチュン』のファンディスクとなるPlayStation 2用ソフト『ワンド オブ フォーチュン 〜未来へのプロローグ〜』が発売。
- 2010年6月10日 - 『ワンド オブ フォーチュン』のPlayStation Portable移植版『ワンド オブ フォーチュン ポータブル』が発売。
- 2010年12月2日 - 『ワンド オブ フォーチュン 〜未来へのプロローグ〜』のPlayStation Portable移植版『ワンド オブ フォーチュン 〜未来へのプロローグ〜 ポータブル』が発売。
- 2011年9月29日 - PlayStation Portable用ソフト『ワンド オブ フォーチュン2 〜時空に沈む黙示録〜』が発売[3]。
- 2012年11月22日 - 『2』のファンディスクとなるPlayStation Portable用ソフト『ワンド オブ フォーチュン2 FD 〜君に捧げるエピローグ〜』が発売。
- 2016年3月17日 - 『ワンド オブ フォーチュン』『ワンド オブ フォーチュン 〜未来へのプロローグ〜』をセットにし主人公のデフォルト呼び・顔グラフィック・パートボイスを追加、システムを改良したPlayStation Vita用ソフト『ワンド オブ フォーチュン R』が発売。
- 2017年3月9日 - 『2』に新規要素を追加したPlayStation Vita用ソフト『ワンド オブ フォーチュン R2 〜時空に沈む黙示録〜』が発売。
- 2018年10月4日 - 『2 FD』のPlayStation Vita移植版『ワンド オブ フォーチュン R2 FD 〜君に捧げるエピローグ〜』が発売。
- 2023年5月18日 - 『R』のNintendo Switch移植版『ワンド オブ フォーチュン R for Nintendo Switch』が発売。
- 2023年7月20日 - 『R2』のNintendo Switch移植版『ワンド オブ フォーチュン R2 〜時空に沈む黙示録〜 for Nintendo Switch』が発売。
- 2023年9月14日 - 『R2 FD』のNintendo Switch移植版『ワンド オブ フォーチュン R2 FD 〜君に捧げるエピローグ〜 for Nintendo Switch』が発売。

## ストーリー
地方の魔法学校に通っていた主人公・ルルは、いつも魔法を失敗してばかり。見かねた先生の勧めで、魔法都市ラティウムにある魔法院ミルス・クレアに転校することになった。そこで彼女は、本来全ての魔法使いにあるべき「属性」が自分にはないことを知らされる。無属性のまま過ごし続けるのは周囲に危険を及ぼす可能性が高いため、この先努力しても属性が定まらなかった場合は、魔力そのものを封印するしかない。事情を理解したルルは、魔法使いとしての自分に必要な属性を得るべく、勉強に励み始めるのだった。

## 登場人物
各自のフルネームは作中では明かされず、公式ガイドブックにおいて初めて発表された。

### メインキャラクター
ルル
声 - 堀江由衣（Vita版〈パートボイス〉・ドラマCD版）、川田妙子（幼少期〈ドラマCD版・2FD〉）
シリーズの主人公（名前変更可能）。亡き祖母の魔法に憧れ、魔法使いを志す少女。15歳（ファンディスク以降では16歳）。魔法媒介は杖。血液型はO型。
もともと地方の魔法学校に通学していたが、不安定な魔法でトラブルを起こしてばかりだった。教師陣の判断によってミルス・クレアに転入したところ、無属性だということが発覚。属性を得るために奮闘することになる。性格は元気で明るく、常に素直で前向きな思考をしているが、天然ボケ。食欲旺盛で甘党。各エンディングによって、異なった精神的成長をみせる。ワンド２からは、顔グラフィック・デフォルト呼びが追加。Rでは、これらに加えパートボイスが追加された。
ユリウス・フォルトナー
声 - 櫻井孝宏
魔法学士を目指す優等生。5月24日生まれ。血液型はAB型。17歳。風属性。魔法媒介は杖。
クールな風貌から親衛隊も出来るほどの人気者だが、内面は他人にも自分にも無頓着な極度の魔法オタクであり、魔法に関わる話題に触れると子供のようにはしゃぎ出す。夢中になると食事も睡眠も忘れて没頭するため、よく周囲を心配させている。感動すると「意味がわからない」と口走る癖がある。常識外れな魔法を使う主人公に対して興味を抱いている。
ノエル・ヴァルモール
声 - 鈴木千尋
自称「未来の世界一の魔法士」。12月25日生まれ。血液型はAB型。17歳。土属性。魔法媒介はインセクトアンバー。
自信家な反面、根は小心者。かなりの努力家でもある。ユリウスをライバル視しているものの、ユリウスは理解していない（友達だと思っている）。珍しい魔法グッズの収集が趣味だが、くじ運がないため偽物を掴まされることも多い。実家はかなり裕福。図書館の主である魔法生物、パルムオクルス（通称パルー）とは犬猿の仲でよく喧嘩している。
ビラール・アサド・イスナーン・ファランバルド
声 - 高橋広樹
ファランバルド王国の第二王子。8月17日生まれ。血液型はB型。21歳。水属性。魔法媒介はゴブレット（城の宝物庫から適当に持ち出した国宝）。
魔法を否定する国で育った青年だが、水不足に悩む祖国を救うため、家族の反対を押し切りミルス・クレアに留学した。王族らしく余裕を忘れない大らかな性格だが、時折腹黒い面ものぞかせる。言葉は勉強中のため片言で話し、「大丈夫」が口癖。第一王子で次期国王である兄を慕っている。
ラギ・エル・ナギル
声 - 柿原徹也
ドラゴンと人間の血を継ぐ、ハーフドラゴンの少年。3月29日生まれ。血液型はA型。16歳。火属性。魔法媒介は剣。
女子に抱きつかれるとミニドラゴンに変身する体質を持ち、ミルス・クレアにはその体質を改善するために入学した。ぶっきらぼうな照れ屋で感情的になりやすいツンデレ。肉類が大好物。攻略キャラの中で最も異質な遺伝子をもつキャラであるにも関わらず、周囲がフリーダムすぎるせいで常識人ポジションであり、そのツッコミは的確。田舎の祖父母をとても大切に思っている。普段から動物に懐かれやすいが、ミニドラゴンに変身すると余計に懐かれる。また、動物達の会話も可能になる。
アルバロ・ガレイ
声 - 鈴村健一
社交的で人をからかうのを好む青年。11月16日生まれ。血液型はAB型。19歳（？）。光属性。魔法媒介は左目の下につけたタリスマン（着脱自由）。他にも媒体がある（過去世界にて参照）。魔法薬学を専攻している。
賭け事を好み退屈を嫌う性格の、いわゆる快楽主義者。人当たりは良いものの、ミステリアスな言動が多い。自作の魔法薬で染めている髪の色は新学期ごとに変わるが、基本はミント色。嘘にひっかかりやすく、他の魔法院の生徒より風変わりな主人公を気に入っている。
エスト・リナウド
声 - 入野自由
年齢不相応の魔力を秘めた天才少年。1月12日生まれ。血液型はA型。14歳。闇属性。魔法媒介は魔導書。
冷めた態度を貫く極度の人嫌いのツンデレ。しかし、強く頼まれると断れなくなる不器用な面もある。食事に関心が薄く、味の濃い料理が苦手。好物をあえて挙げるとすれば“軽く塩をふっただけのサラダ”。ハイネックや手袋・タイツなどを着用して、極力肌を隠している。主人公に対しても冷たい態度で接するが、何かと気にかけている。成績優秀だが、教え方がブリザードでかなりの鬼教師。「嫌です」「聞こえません」は口癖に近い。

### サブキャラクター
アミィ・サロヴァーラ
声 - 沖佳苗
主人公のルームメイト。2月28日生まれ。血液型はA型。16歳。光属性。魔法媒介は水晶玉とハンドベル。占星術を専攻している。引っ込み思案な性格。家は占星術師の大家。友情EDあり。
エルバート・レヴィン
声 - 藤田圭宣
ミルス・クレアの新任教師。7月3日生まれ。24歳。土属性。魔法媒介は杖。若いながら最高魔法士の資格を持つエリート。魔法の実力と知識に長け熱意もあるが、あがり症ゆえに空回りすることも多い。恋愛EDあり。
イヴァン
声 - 折笠愛
ミルス・クレアの教師。年齢不詳（200歳以上）。全属性。魔法媒介は杖。少年のような風貌だが、やや古めかしい口調で話す。古代種と呼ばれる強い魔力を持った種族。甘いものが苦手。
ヴァニア
声 - 折笠愛
ミルス・クレアの教師。年齢不詳（200歳以上）。全属性。魔法媒介はタクト。「愚兄」と呼ぶイヴァンの妹だが、見た目はかなり年上。「恋する乙女の味方」を自称し、主人公にアドバイスをする。
マシュー・クレイグ
声 - 笹田貴之
ユリウスのルームメイト。18歳。水属性。魔法媒介は杖。温厚で面倒見が良く、何かと苦労を背負い込む。ある人物に恋心を抱いている。魔法院では数少ないラティウムの出身者。
シンシア・ウィットフォード
声 - 藤本教子
自称・ユリウス親衛隊長。18歳。風属性。魔法媒介は杖。ユリウスに恋心を寄せる。高飛車な性格。アデーレ、マーサを両脇に従えている。名家ウィットフォード家の生まれ。
アデーレ・メイスン
声 - ちふゆ
シンシアの取り巻きその1。18歳。火属性。魔法媒介は杖。シンシアの発言や行動に賛同するのがもはや仕事。
マーサ・オルコット
声 - 浅倉杏美
シンシアの取り巻きその2。18歳。水属性。魔法媒介は杖。大好きなお菓子に熱中するあまり、仲間の2人とは微妙に話が合わないことが多い。
ヴァローナ
声 - 樋口あかり
謎に包まれた占い師。年齢不詳。全属性。魔法媒介は瞳。「未来視の魔女」という異名を持つ。
ファタ・モルガナ
声 - 尾崎淳、西垣俊作（2FD）
通称モルガナ様。古代種の長。肉体は滅びているが意識が残っているため、魔法院の中庭にある石像を借りて主人公に語りかける。2では実体を持っている。
エドガー・ブライアース
声 - 坂巻亮祐
ファンディスクから登場。10月10日生まれ。16歳。光属性。魔法媒介はルーペ。事情があって転入してきた新米の新聞部員。常にメモ帳とペンを持ち歩いている。取材成功を祈って、おまじないめいたジンクスを作るのが癖。主人公のルル並みにポジティブで素直な性格。

### サブキャラクター（動物・無生物など）
パルムオクルス（通称：パルー）
声 - 藤本教子
イヴァンが作り出した魔法生命。鳥のように鳴くが、特定の鳴き声を持たない。図書館の主。
ノエルとは仲が悪く、会う度に口論している。
仮面
声 - 綱川博之
ラティウムの魔法具店『ソロ・モーン』で姿を見せる唯一の店員。否定文でしか喋らない。
ショコラプーペ
声 - 無し
人間に憧れているゴーレム。複数の個体が存在し、みな同じ顔で共通の意思を持っている。学院の様々な雑用を任されていて、ゲームには門番プーペ・メイドプーペ・庭師プーペなどが登場する。人間の言葉を理解するが、言葉を発することはない。

### 2からの追加キャラクター
ソロ・モーン
声 - 立花慎之介
ペル・ソーナ
声 - 綱川博之
ゼス
声 - 勝沼紀義
クレーネ
声 - 樋口あかり
エルウィン
声 - 藤田圭宣
グロム
声 - 笹田貴之
ベアトリス
声 - 折笠愛
ライナス
声 - 折笠愛
ミラ
声 - 沖佳苗
ラット
声 - 坂巻亮祐
アウィス三姉妹（白鳥＝リリ、アヒル＝サリ、鴨＝マリ）
声 - 藤本教子（リリ）、ちふゆ（サリ）、浅倉杏美（マリ）
ベル
声 - 川田妙子
エルゼ・フォルトナー
声 - 高橋あみか
ユリウスの妹。魔法嫌いでバイオリンが得意。

ラウル・ヴァルモール
声 - 三上哲
ノエルの長兄。有能な銀行家。真顔で冗談を言うタイプ。

アンリ・ヴァルモール
声 - 高梨謙吾
ノエルの次兄。モラトリアム中の大学院生。皮肉屋。

ラシード・アサド・ワーヒド・ファランバルド
声 - 村上和也
ファランバルド王国第一王子。ビラールの兄。やや腹黒い。

セグ・ウル・ナギル
声 - 西松和彦
ラギのじっちゃ。質実剛健な山の男。

ココ・ウル・ナギル
声 - 小林美奈
ラギのばっちゃ。茶目っ気あふれるおばあちゃん。

サラマンダー
声 - 飯田奈保美
火の精霊。ラギに懐いている。ようやく人型になれた。

## 主題歌
ワンド オブ フォーチュン
「ひとりじゃない証」
作詞・作曲・歌 - mami / 編曲 - 沢崎公一
〜未来へのプロローグ〜
「Re：ココロ」
作詞・作曲・歌 - mami / 編曲 - 沢崎公一
〜時空に沈む黙示録〜
オープニングテーマ「輝きの未来」
作詞・作曲 - 瀬名 / 編曲 - 大野宏明 / 歌 - Rita
エンディングテーマ「Every My Dear」
作詞・作曲 - 瀬名 / 編曲 - NOIZ'n GIRL / 歌 - Rita
〜君に捧げるエピローグ〜
オープニングテーマ「プリズムタイム」
作詞・作曲 - 藤本記子 / 編曲 - 福富雅之 / 歌 - Rita
エンディングテーマ「Cross my heart」
作詞 - 藤本記子 / 作曲・編曲 - SigN / 歌 - Rita
挿入歌「奇跡」
作詞 - 藤本記子 / 作曲・編曲 - 福富雅之 / 歌 - mami

## 関連商品
- 関連商品（オトメイト公式サイト）

### 書籍
- ワンド オブ フォーチュン 公式ガイドブック（2009年9月2日発売）
- ワンド オブ フォーチュン 公式ビジュアルファンブック（2009年11月20日発売）
- ワンド オブ フォーチュン 〜未来へのプロローグ〜 公式ガイドブック（2010年6月21日発売）
- ワンド オブ フォーチュン2 〜時空に沈む黙示録〜 公式ビジュアルファンブック 運命の書（2011年11月30日発売）
- ワンド オブ フォーチュン2 〜時空に沈む黙示録〜 公式ビジュアルファンブック 希望の書（2011年12月24日発売）
- ワンド オブ フォーチュン－すべての色を纏う者－（2012年12月15日発売）
- ワンド オブ フォーチュン アンソロジー（2012年12月15日発売）
- ワンド オブ フォーチュン2 FD 〜君に捧げるエピローグ〜 公式ビジュアルファンブック（2012年12月22日発売）
- ワンド オブ フォーチュン コミックス（2014年3月10日発売）
- ワンド オブ フォーチュン ILLUSTRATIONS（2016年3月31日発売）

### CD
- ワンド オブ フォーチュン オリジナルサウンドコレクション（2009年7月1日発売）
- ワンド オブ フォーチュン ドラマCD 〜呪われた予告状〜（2009年9月30日発売）
- ワンド オブ フォーチュン キャラクターソングミニアルバム（2010年7月21日発売）
- ワンド オブ フォーチュン ドラマCD 〜ちいさなまほうのものがたり〜（2011年2月16日発売）
- ワンド オブ フォーチュン ドラマCD 〜ルルのいない朝〜（2011年8月31日発売）
- ワンド オブ フォーチュン2 〜時空に沈む黙示録〜 OP＆ED主題歌 「輝きの未来/Every My Dear」（2011年10月5日発売）
- ワンド オブ フォーチュン2 〜時空に沈む黙示録〜 ドラマCD 「巡り会えた奇跡」（2011年11月16日発売）
- ワンド オブ フォーチュン2 〜時空に沈む黙示録〜 歓迎!ミルス・クレア病院（2012年5月23日発売）
- ワンド オブ フォーチュン2 FD 〜君に捧げるエピローグ〜 OP＆ED主題歌 「プリズムタイム/Cross My Heart」（2012年12月26日発売）
- ワンド オブ フォーチュン2 FD 〜君に捧げるエピローグ〜 ドラマCD 7つの時空でパパといっしょ!（2013年2月13日発売）
- ワンド オブ フォーチュン2 FD 〜君に捧げるエピローグ〜 オリジナルサウンドトラック（2013年3月20日発売）
- ワンド オブ フォーチュン R ドラマCD 〜サバイバルドリーム〜（2016年5月25日発売）

## 備考
- 提携サイト『アニメTVモバイル』のマイキャラガチャに登場キャラクター｢ユリウス｣、｢エスト｣、｢ビラール｣のアバターアイテムが登場した[5] 。
- ソーシャルゲームセフィロト〜時の世界樹〜に本作品のキャラクターカードが参戦している。